# Norbert Jaeschke
Norbert Jaeschke (* 18. Januar 1927 in Oppeln; † 18. Januar 2018 in Königs Wusterhausen) war ein deutscher Diplomat. Er war Botschafter der DDR in der Türkei und in Dänemark.

## Leben
Jaeschke, Sohn eines Eisenbahners, besuchte die Oberschule. Er beantragte am 17. Februar 1944 die Aufnahme in die NSDAP und wurde zum 20. April desselben Jahres aufgenommen (Mitgliedsnummer 9.797.628). Er legte 1948 das Abitur ab und studierte anschließend Rechtswissenschaften an der Friedrich-Schiller-Universität Jena mit Abschluss als Diplom-Jurist. 
Ab 1952 war er Angehöriger des Diplomatischen Dienstes der DDR und zunächst Mitarbeiter der Rechtsabteilung im Ministerium für Auswärtige Angelegenheiten der DDR (MfAA). Von 1958 bis 1961 wirkte er als stellvertretender Leiter der Handelsvertretung bzw. als Generalkonsul in Burma, von 1961 bis 1964 als amtierender Leiter der Abteilung Naher Osten im MfAA. Von 1964 bis 1968 war er Generalkonsul im Irak und übte zwischen 1968 und 1974 wieder leitende Tätigkeiten im MfAA aus. Von Oktober 1974 bis Mai 1979 war er Botschafter der DDR in Ankara, von November 1983 bis Februar 1989 Botschafter in Kopenhagen und von April 1989 bis August 1990 erneut Botschafter in Ankara.
Jaeschke war Mitglied der SED und nach der Wende in der DDR Vereinsmitglied der Gesellschaft zum Schutz von Bürgerrecht und Menschenwürde e.V. Jaeschke starb an seinem 91. Geburtstag.

## Auszeichnungen
- Verdienstmedaille der DDR
- Vaterländischer Verdienstorden in Bronze (1977)